# 1 E8 s
Za primerjavo različnih redov velikosti za različna časovna obdobja je na tej strani nekaj dogodkov, ki trajajo med 108 in 109 sekundami (3,2 in 32 leti).
- krajši časi
- 3,3 leta -- razpolovna doba rodija-101
- 5,2714 let -- razpolovna doba kobalta-60
- 10 let -- eno desetletje (dekada) = 3,16 × 108 sekund
- 11 let -- cikel dejavnosti Sončevih peg (7,5 do 11 let)
- 11,87 let -- obhodna doba Jupitra
- 13,08 let -- razpolovna doba kalifornija-250
- 16,13 let -- razpolovna doba niobijevega meta stanja Nb-93m
- 19,0002 let -- 235 mesecev (1 Metonov cikel)
- 29,1 let -- razpolovna doba kirija-243
- 29,458 let -- obhodna doba Saturna
- daljši časi